# Hymenodontopsis stresemannii
Hymenodontopsis stresemannii là một loài rêu trong họ Rhizogoniaceae. Loài này được Herzog mô tả khoa học đầu tiên năm 1916.